# Landen en gebieden overzee

Europese Unie
Ultraperifere regio
Landen en gebieden overzee

De landen en gebieden overzee (LGO) zijn binnen de Europese Unie landen of gebiedsdelen die een speciale relatie met een van de lidstaten van de Europese Gemeenschap onderhouden. Vanaf het begin zijn ze bij de EG betrokken geweest en door het Verdrag van Rome tot oprichting van de EEG in 1957 is deze landen of gebiedsdelen de status van geassocieerd land toegekend. In die zin legde deze associatie met de LGO de basis voor het toekomstige communautaire ontwikkelingsbeleid.

## Kenmerken van de LGO's
Twee belangrijke elementen onderscheiden de LGO's van de ACS-staten en de Ultraperifere regio's (UPR's):
- De LGO's maken geen deel uit van het communautaire grondgebied (in tegenstelling tot de UPR's).
- De onderdanen hebben de nationaliteit van de moederstaat (in sommige gevallen bezitten de onderdanen evenwel niet het volledige burgerschap van deze staten).
- De LGO's behoren grondwettelijk gezien bij drie lidstaten (Denemarken, Frankrijk en Nederland) en zijn dus geen onafhankelijke staten (in tegenstelling tot de ACS-staten behalve de Cookeilanden en Niue).

Het afgeleide recht van de Gemeenschap is derhalve niet rechtstreeks op de LGO van toepassing en de Raad van de Europese Unie moet specifiek de regels vaststellen die voor de LGO gelden. De elementen met betrekking tot individuen die alle burgers van de Europese Unie betreffen (met name het burgerschap van de Europese Unie en de mensenrechten) zijn echter ook van toepassing op de onderdanen van de LGO die de volledige nationaliteit van een van de lidstaten bezitten.

## De huidige associatieregeling van de LGO met de EG
De verschillende besluiten van de Raad zijn hoofdzakelijk gebaseerd op de associatieregeling tussen de EG en de LGO.
De basisbesluiten zijn de volgende:
- Het Verdrag van Rome, gewijzigd bij de Europese Akte, het Verdrag van Maastricht, het Verdrag van Amsterdam en het Verdrag van Nice: De artikelen 182 tot en met 187;
- Besluit 2001/822/EG betreffende de associatie van de LGO met de EG: Het besluit is gesloten voor de periode 2001-2007.

De LGO's komen, evenals de ACS-staten, in aanmerking voor de Europese ontwikkelingsfondsen (EOF) en voor de steun van de Europese Investeringsbank (EIB). Bovendien nemen zij deel aan bepaalde communautaire programma's op specifieke gebieden zoals het onderwijs.

## De landen en gebiedsdelen overzee

### Frankrijk
- Nieuw-Caledonië
- Frans-Polynesië
- Saint-Barthélemy
- Saint-Pierre en Miquelon
- Franse Zuidelijke Gebieden
- Wallis en Futuna

### Nederland
- Aruba
- Bonaire
- Curaçao
- Saba
- Sint Eustatius
- Sint Maarten

Andere overzeese gebiedsdelen van EU-lidstaten zijn niet als LGO geassocieerd met de Europese Unie en vallen (vrijwel) geheel buiten de werkingssfeer van de EU-verdragen. Het gaat om:

### Denemarken
- Faeröer
- Groenland

Andere overzeese gebiedsdelen maken juist wel (volwaardig) deel uit van het toepassingsgebied van de EU-verdragen. Dit zijn:

### Finland
- Åland

### Portugal
- Azoren
- Madeira

### Spanje
- Canarische Eilanden

### Frankrijk
- Clipperton
- Frans-Guyana
- Guadeloupe
- Martinique
- Mayotte
- Réunion
- Sint-Maarten

Nog andere gebieden kunnen niet meteen aparte territoria genoemd worden, maar genieten wel een speciale status, of er gelden bijzondere wetten, met name op gebied van belastingen. Deze zijn:

### Duitsland
- Büsingen am Hochrhein
- Helgoland

### Finland
- Maly Vysotsky
- Saimaakanaal

### Griekenland
- Athos

### Italië
- Campione d'Italia
- Livigno

### Spanje
- Ceuta
- Melilla

## Wijziging van de LGO-status van de Antillen
Er bestaan plannen om van sommige eilanden, met name de eilanden van Caribisch Nederland, de LGO-status te wijzigen in een UPR-status. De officiële munteenheid (vanaf 1 januari 2011 de Amerikaanse dollar) van deze eilanden zal dan hoogstwaarschijnlijk ingewisseld moeten worden voor de euro.

## Bron
- Een eerdere versie van deze pagina is afkomstig van de website van de Europese Unie . Overname toegestaan indien de bron wordt vermeld: © Europese Gemeenschappen, 1995-2006